# Керимов, Рамиз Исраил оглы
Рамиз Исраил оглы Керимов (азерб. Ramiz İsrail oğlu Kərimov; 1954, с. Шафтагал, Зардобский район — 7 марта 1977, Баку) — советский азербайджанский пожарный, работавший в 70-х годах. В 1977 году погиб во время спасения людей в пожаре в Баку. В 1980-х годах в Низаминском районе города, на аллее по улице Рустама Рустамова Рамизу Керимову поставлен бюст.

## Биография

### Ранние годы. Начало карьеры
Родился в 1954 году в селе Шафтагал Зардобского района Азербайджанской ССР. Отец — Исраил Абдулла оглы Керимов, фронтовик, сельский учитель; мать — Гюльмая Бекир кызы Керимова, колхозница колхоза «Комсомол».
В 1974 году вернувшись из армии, поступил на заочный факультет Бакинского филиала Московского кооперативного института. С 1974 года работал формовщиком завода железобетонных изделий № 4 треста «Железобетон».
В феврале 1976 года Керимов получил комсомольскую путевку, направившею его на работу в одной из пожарных частей города Баку. На первый вызов выехал 4 июня 1976 года, на ликвидацию пожара на одном из заводов.

### Гибель
6 марта 1977 года, в 14 часов 51 минуту, дежурному по части доставлено сообщение о возгорании в районе труботрассы. Высоковольтные провода, располагавшиеся над труботрассой газопровода дали искру, а по случайным обстоятельствам, именно в этом месте труба давала течь; искра спровоцировала пожар. Недалеко от труботрассы располагались нефтеперерабатывающий завод и жилые дома. Первое отделение части выехало на место пожара. Целью отделения, состоявшего из четырех человек (в их числе и Рамиз Керимов), было удержать огонь до прибытия основной группы. К моменту, когда прибыла группа, отделение Рамиза вынуждено было уехать на дозаправку водой, однако сам Рамиз отказался уезжать, зная масштабы трагедии. Через несколько минут газ, нагнетаемый высоким давлением, прорвал стык труботрассы, а Рамиз вместе с двумя напарниками оказался в кольце огня. Керимов пожарным рукавом открыл дорогу товарищам и начал тушить огонь, однако сам выйти не смог. 
Врачи приложили все усилия для спасения Керимова, однако в ночь с 6 на 7 марта 1977 года Рамиз Керимов умер от ожогов. Награждён орденом Красной Звезды (посмертно) .

## Память

Бюст Рамиза Керимова в Баку

В конце 70-х годов композитор Сулейман Алескеров сочинил для солиста и симфонического оркестра «Балладу о Рамизе Керимове» на слова поэта Али Векила.
В 1982 году в Низаминском районе города Баку, на аллее по улице Рустама Рустамова, Рамизу Керимову поставлен бюст. На бюсте высечено полное имя Керимова, даты рождения и смерти, а также следующая фраза: «Героически погибший во время выполнения служебных обязанностей пожарный» (азерб. Xidməti vəzifəsini yerinə yetirərkən qəhrəmancasına həlak olmuş yanğınsöndürən).
Именем названа улица в городе Зердаб.